# برنادت گراف
برنادت گراف (آلمانی: Bernadette Graf؛ زادهٔ ۲۵ ژوئن ۱۹۹۲) جودوکار زن اهل اتریش است.